# 동덕역
동덕역(東德驛)은 조선민주주의인민공화국 함경남도 단천시에 위치한 철도역이다.1943년에 3월 30일에 개업되었으며,본래 명칭은 함남광천역(咸南広泉駅)이다.